# Jahangir Muratov
Jahangir Muratov (ur. 10 sierpnia 1980) – uzbecki zapaśnik walczący w stylu wolnym. Srebrny medalista na igrzyskach centralnej Azji w 1999 roku.